# خزامة العليا (الحيمة الخارجية)

تعديل مصدري - تعديل

خزامة العليا هي إحدى قرى عزلة بني القلام بمديرية الحيمة الخارجية التابعة لمحافظة صنعاء، بلغ تعداد سكانها 84 نسمة حسب تعداد اليمن لعام 2004.